# Raceway Venray
Der Raceway Venray, auch bekannt als Circuit de Peel, ist ein permanenter Ovalkurs rund acht Kilometer westlich von Venray, in der Nähe zum kleinen Ort Ysselsteyn in der Provinz Limburg in der Niederlande. 

## Beschreibung

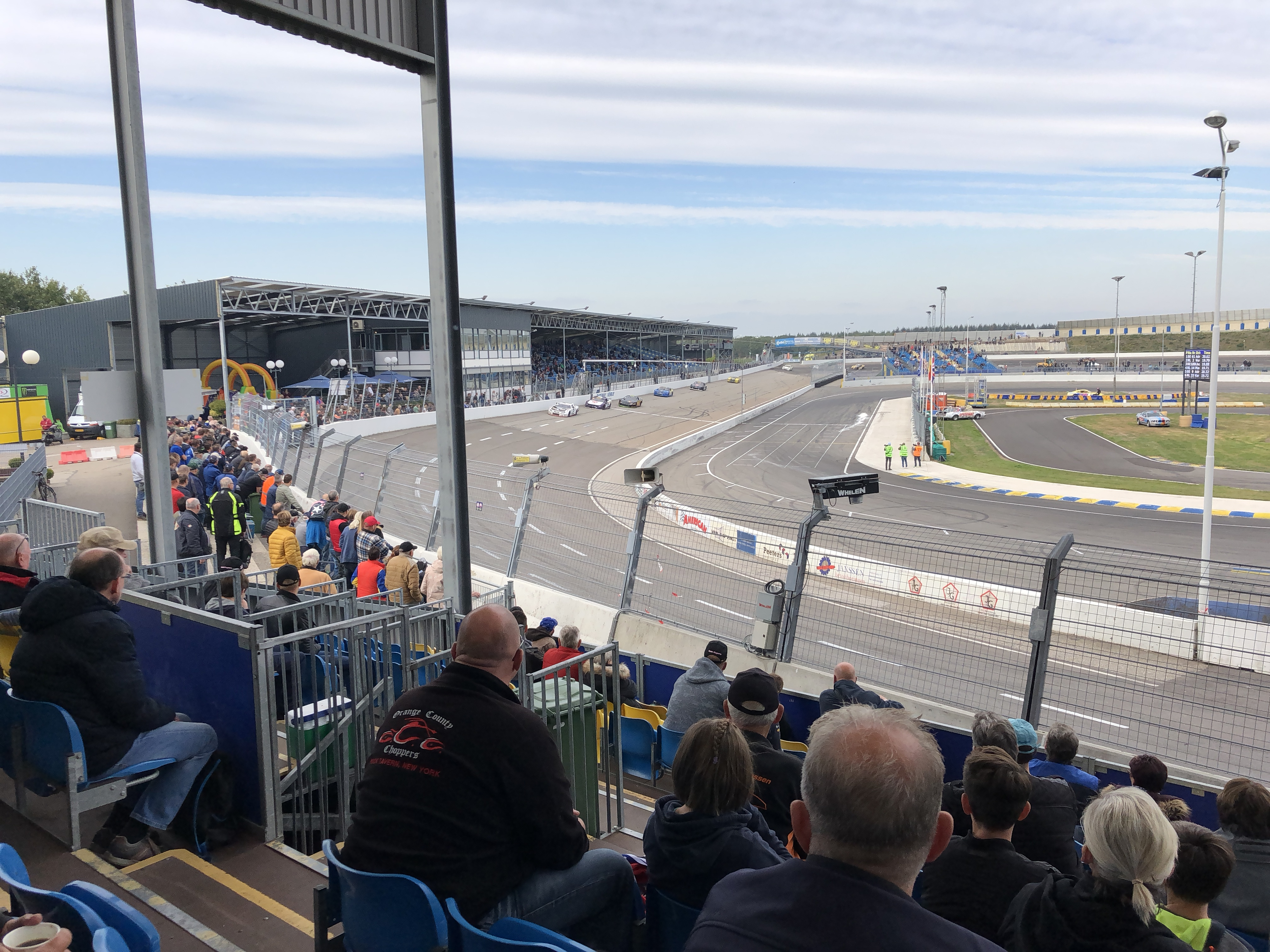
Blick auf Start- und Zielgerade – Start der LMV8

Der Racewaykomplex besteht aus der Hauptstrecke, ein Halbmeilenoval mit zwei Geraden, welche durch zwei langgezogene, leicht überhöhte Kurven verbunden sind. Im Innenraum befindet sich ein kleinerer Ovalkurs (Viertelmeile), sowie eine Go-Kartbahn und eine Motocross Rennstrecke.
Insgesamt gibt es rund 5.000 Tribünenplätze, davon sind 2.450 Sitzplätze überdacht.

## Veranstaltungen
Hauptsächlich werden auf der Motorsport-Rennstrecke Läufe zum World Cup Stockcar F1 und Stockcar F2 auf dem kleinen Oval und die Supercar Challenge der LMV8 „Late Model Series“ und BRL V6 Serie auf dem Hauptoval ausgetragen. Bekannteste Serie die hier antritt ist die NASCAR Whelen Euro Series. Die Rennen werden gegen den Uhrzeigersinn gefahren.